# Chiesa dell'Immacolata Concezione (Centuripe)
La chiesa dell'Immacolata Concezione , o chiesa madre, è il duomo di Centuripe. La chiesa è intitolata all'Immacolata Concezione e a San Prospero da Centuripe.

## Storia
La chiesa è stata costruita all'inizio del XVII secolo e consacrata nel 1728.

## Descrizione
Presenta una facciata in tre ordini, nell'ultimo dei quali si trovano campanile e orologio. La pianta dell'edificio è a croce latina. Nell'epoca del barocco la facciata era di color "rosa barocco" poi ridipinta in rosa. L'ultimo restauro durato dal 2021 al 2022 ha cambiato il colore della chiesa in bianco.

## Restauro 2021/2022
Il 19 settembre 2021 (penultimo giorno della festa patronale di San Prospero da Centuripe) il prete annunciò il restauro. Concluso, ha fatto passare la chiesa da rosa a bianco.